# Бассетт, Джошуа
Джошуа Тэйлор Бассетт (англ. Joshua Taylor Bassett , род. 22 декабря 2000 года, Ошенсайд, Калифорния, США) — американский актёр и музыкант.

## Биография
Джошуа Бассетт родился 22 декабря 2000 года в калифорнийском городе Ошенсайд. 
Бассетт впервые появился на экране в короткометражном фильме «Забвение» 2015 года. Затем последовали эпизоды в сериалах «Смертельное оружие», «Игроделы», «Грязный Джон» и «Анатомия страсти», а также повторяющаяся роль в третьем сезоне ситкома «Жизнь Харли». 
Наибольшую известность Бассетту принесла главная роль в драмеди «Классный мюзикл: Мюзикл», выходившем на платформе Disney+, и основанном на одноименной серии фильмов. За свою работу он четырежды номинировался на премию Kids’ Choice Awards как лучший телеактёр и выиграл награду в 2022 и 2023 годах.
В 2021 журнал Billboard включил Бассетта в свой ежегодный список самых влиятельных и перспективных молодых музыкантов «21 Under 21».

## Фильмография
| Год       |     | Русское название           | Оригинальное название                        | Роль          |
| --------- | --- | -------------------------- | -------------------------------------------- | ------------- |
| 2015      | кор | Забвение                   | Limbo                                        | Калеб         |
| 2017      | с   | Смертельное оружие         | Lethal Weapon                                | Уилл          |
| 2018      | с   | Игроделы                   | Game Shakers                                 | Брок          |
| 2018      | с   | Жизнь Харли                | Stuck in the Middle                          | Эйдан Питерс  |
| 2018      | с   | Грязный Джон               | Dirty John                                   | Джон в юности |
| 2019      | с   | Анатомия страсти           | Grey's Anatomy                               | Линус         |
| 2019—2023 | с   | Классный мюзикл: Мюзикл    | High School Musical: The Musical: The Series | Рики Боуэн    |
| 2022      | ф   | Лучше Нейт, чем когда-либо | Better Nate Than Ever                        | Энтони Фостер |

## Награды и номинации
| Год  | Премия              | Категория         | Работа                  | Результат |
| ---- | ------------------- | ----------------- | ----------------------- | --------- |
| 2020 | Kids’ Choice Awards | Любимый телеактёр | Классный мюзикл: Мюзикл | Номинация |
| 2021 | Kids’ Choice Awards | Любимый телеактёр | Классный мюзикл: Мюзикл | Номинация |
| 2022 | Kids’ Choice Awards | Любимый телеактёр | Классный мюзикл: Мюзикл | Победа    |
| 2023 | Kids’ Choice Awards | Любимый телеактёр | Классный мюзикл: Мюзикл | Победа    |